# 1250 Ґалантус
1250 Ґалантус (1250 Galanthus) — астероїд головного поясу, відкритий 25 січня 1933 року.
Тіссеранів параметр щодо Юпітера — 3,340.